# Dirección de inteligencia nacional
La Dirección de Inteligencia Nacional o DINA fu la polizia segreta cilena nel primo periodo della dittatura di Augusto Pinochet.

## Storia
Fin dalla sua creazione nel novembre del 1973, a capo della DINA ci fu Manuel Contreras. Fu ufficializzata pubblicamente nel giugno del 1974 con il decreto #521, che le dava potere di detenere e confinare persone durante il dichiarato stato di emergenza.
Fu responsabile, tra gli altri, dell'assassinio di uno dei membri del governo di Allende, Orlando Letelier. La DINA aveva anche degli agenti segreti che operavano in altre nazioni, come Michael Townley, che assassinò Letelier a Washington e il generale Carlos Prats a Buenos Aires in Argentina. Sospetti sono stati recentemente avanzati in ordine ad un suo ruolo nel presunto avvelenamento di Pablo Neruda.
La DINA impiegò il sequestro di persona, la tortura e l'assassinio come metodo repressivo. Parecchi dei detenuti sono semplicemente scomparsi. Uno dei più grossi centri di tortura e di detenzione fu Villa Grimaldi.
La DINA continuò a operare fino al 1977, quando fu sostituita dal Centro Nacional de Información (CNI).
Il generale Contreras fu processato in Cile a causa delle numerose violazioni dei diritti umani perpetrate dalla DINA (fu condannato a 12 anni di prigione per sequestro di persona, un delitto che non può essere amnistiato). Tuttavia, il giudice Victor Montiglio, che sostituì il giudice Juan Guzmán che si era occupato del caso, ha amnistiato Contreras nel 2005.